# القصرین
القصرین (به عربی: القصرین) شهری در استان القصرین کشور تونس است که جمعیت آن در سرشماری سال ۲۰۰۴ میلادی ۷۶٫۲۴۳ نفر بوده‌است.